# GPTeens
GPTeens(약칭: GPT for Teens, 한글명: 지피틴즈)는 대한민국의 기업 어크로스페이스(ACROSSPACE)에서 개발한 AI 기반 챗봇이다. GPT (언어 모델) 모델 기반 위에 새로운 모델을 파이프라인(Pipeline)하는 구조로 되어 있으며, 학교 교육과정에서 요구되는 자료를 제공하기 위해 지도학습 미세 조정(Supervised Fine-Tuning) 방식으로 모델을 확장하였다.

## 역사
GPTeens는 대한민국 내에서 인공지능 기반 교육 도구에 대한 수요가 증가함에 따라 기획되었다. 2023년 5월, 시범 단계의 프로토타입이 일부 학교에 도입되어 교사와 학생들을 대상으로 제한적인 테스트가 이루어졌다. 이후 개선 과정을 거쳐 2024년 10월에 첫 정식 버전이 공개되었으며, 대한민국 교육부의 교육과정에 맞춘 학습 자료를 탑재하였다.

## 특징
- 대화형 형식 : 자연어 처리 기술을 활용하여 실시간 대화 방식으로 정보를 제공한다.
- 연령대 적합성 : 범용 모델과 달리 청소년에게 적합한 답변을 제공하도록 설계되었다.
- 교육과정 연계 : 대한민국 교육부 교육과정에 부합하는 학습 자료를 기반으로 훈련되었다.
- 안전 필터 : 청소년 이용자를 위해 부적절한 내용을 차단하는 필터링을 적용한다.

## 평가
GPTeens는 학교 교육과정 기반 콘텐츠가 담긴 생성형 인공지능 학습 보조의 사례로 언급되고 있다.

## 같이 보기
- 자연어 처리